# Anna Veresjtjak
Anna Andrejevna Veresjtjak (russisk: Анна Андреевна Верещак født 18. juli 2001 i Volgograd, Rusland) er en kvindelig russisk håndboldspiller som spiller for Dinamo Volgograd og Ruslands U/19-kvindehåndboldlandshold.
Hun blev ved U/18-VM 2018 i Polen, kåret til turneringens bedste målvogter, hvor det russiske hold ligeledes vandt guld. Året efter var hun igen at finde på All-Star holdet, ved U/19-EM 2019 i Ungarn, også som turneringens bedste målvogter.
I september 2018 blev hun udnævnt af EHF, som en af de 20 mest lovende talenter i fremtiden, som er værd at holde øje med.
Hun har siden sommeren 2019, optrådt for ligaklubben Dinamo Volgograds førstehold, der spiller i den russiske liga.

## Meritter
- Ungdom-VM i håndbold
  - Guld: 2018

## Udmærkelser
- Bedste målvogter ved Ungdom-VM i 2018
- Bedste målvogter ved U/19-EM i 2019